# Columbo: Zigarren für den Chef
Zigarren für den Chef (Originaltitel: Short Fuse) ist eine erstmals im Rahmen der NBC-Mystery-Movie-Serie gesendete Episode der Kriminalfilm-Reihe Columbo aus dem Jahr 1972. Die deutschsprachige Erstausstrahlung der sechsten Folge der ersten Staffel folgte 1975 im Deutschen Fernsehen. Der britische Schauspieler Roddy McDowall verkörpert als Chemiker Roger Stanford den Gegenspieler von Inspektor Columbo, dargestellt von Peter Falk.

## Handlung
David L. Buckner ist Leiter eines Unternehmens der chemischen Industrie und fest entschlossen, die Gesellschaft an einen Großkonzern zu verkaufen. Für dieses Vorhaben benötigt er allerdings die Unterstützung seiner Ehefrau Doris und ihres geliebten Neffen Roger Stanford, die beide als einflussreiche Anteilseigner die Veräußerung des Familienbetriebes ablehnen. Um die erforderliche Stimmenmehrheit zu bekommen, hat Buckner seinen Chauffeur Quincy damit beauftragt, einige Vorfälle aus Stanfords unrühmlicher Vergangenheit wie Urkundenfälschung, Rauschgiftvergehen und Autodiebstahl zusammenzutragen. Sofern der kindsköpfige Neffe nicht bereit ist, sich aus der Firma zurückzuziehen und Doris davon zu überzeugen, ebenso auf ihre Anteile zu verzichten, würden die unerfreulichen Details an die Öffentlichkeit kommen. Doch Stanford arbeitet bereits an einem Racheplan. Unter Anwendung seiner außergewöhnlichen Fähigkeiten als Chemiker präpariert er eine von Buckners bevorzugten Zigarrenkisten mit einem Sprengsatz, der mit einer Verzögerung von genau einer Minute zündet, sobald der Deckel geöffnet wird. Da sein Onkel noch am selben Abend zu einer Kurzreise in sein Wochenendhaus aufbrechen wird, lässt Stanford die manipulierte Schachtel zusammen mit dem anderen Gepäck im Wagen verstauen. Vorsorglich nimmt er alle übrigen Zigarren aus dem Handschuhfach, damit der Anschlag auch gelingt, sobald Buckner zur nächsten Zigarre greifen möchte. Während der Fahrt über eine kurvige Bergstraße kommt es später zu einer Explosion, bei der Buckner und Quincy getötet werden. Unterdessen verschafft sich Stanford ein Alibi, indem er die Nacht zusammen mit der anhänglichen Chefsekretärin Valerie Bishop in einer Bar verbringt.
Zurück auf dem familiären Anwesen erstellt Stanford mit der Schreibmaschine des Chauffeurs ein Dokument, das den um die Nachfolge konkurrierenden Firmenanwalt und Vizepräsidenten Everett Logan bloßstellen soll. Beim Verlassen der Wohnung wird er von Inspektor Columbo überrascht. Doris Buckner hat die Mordkommission hinzugezogen, weil sie ihren Mann vermisst, nachdem es kürzlich Drohungen gegen ihn gab. Das letzte Lebenszeichen ist ein aufgezeichneter Anruf von seinem Autotelefon. Auf dem Anrufbeantworter ist zu hören, wie Quincy im Verlauf des Gespräches seinem Chef die Zigarrenkiste reicht. Nervös blickt Stanford mehrmals auf seine Armbanduhr, was Columbo mit Erstaunen zur Kenntnis nimmt. Die Verbindung bricht jedoch kurz vor dem Ablauf der 60 Sekunden Aufzeichnungszeit ab. Als Fahrzeugteile in der Nähe der Bergstation einer Luftseilbahn gefunden werden, sieht es für die örtliche Polizei zunächst nach einem Verkehrsunfall aus, zumal schlechtes Wetter die Fahrt zur fraglichen Zeit beeinträchtigte. Die verkohlten Leichen der Insassen und weit verstreuten Trümmer deuten hingegen auf eine Explosion aus bislang ungeklärter Ursache hin. Im Zuge der weiteren Ermittlungen erfährt der Inspektor von Stanfords wissenschaftlichem Talent und vermutet aufgrund der Spurenlage einen Zusammenhang. Darüber hinaus war Quincy offenbar nicht nur als Chauffeur, sondern auch als Privatdetektiv für Buckner tätig. Stanford bringt die entwendete Schreibmaschine in dessen Zweitwohnung und hinterlässt dort weitere belastende Unterlagen sowie Fotos. Danach startet er vor den Augen der anrückenden Polizei einen erfolglosen Fluchtversuch, um den Eindruck zu erwecken, dass er Hinweise verschwinden lassen wollte, die ein Verhältnis zwischen seinem verstorbenen Onkel und der Sekretärin belegen. Als Konsequenz aus den brisanten Enthüllungen entlässt Doris sowohl Logan als auch Bishop und ernennt ihren Neffen zum Präsidenten des Unternehmens.
Columbo erscheint in Begleitung von Logan in Stanfords Büro und erklärt, am Unglücksort hätten sich neue Beweise gefunden. Sie nehmen ihn mit zur Talstation der Seilbahn, wo der Inspektor ein Paket von einem Polizisten in Empfang nimmt, dessen Inhalt er der in der Hütte wartenden Witwe zeigen möchte. In der fahrenden Kabine holt Columbo eine äußerlich zwar beschädigte, aber ungeöffnete Zigarrenkiste aus der Verpackung. Der Gegenstand wurde angeblich in diesem Zustand im Bereich der Unfallstelle gefunden. Demnach sei wohl der Benzintank des Wagens explodiert und Buckner nicht Opfer eines Verbrechens geworden. Während der Inspektor unaufhörlich auf den Verdächtigen einredet und seine Überlegungen zu Quincys Motiven darlegt, öffnet er die Holzschachtel. Panisch schaut Stanford erneut auf seine Uhr, während er in Gedanken den Countdown herunterzählt. In Todesangst schreit er Columbo an und versucht verzweifelt, die Kiste aus der Gondel zu werfen. Die einzelnen Zigarren fallen schließlich auf den Boden der Kabine. Noch während Stanford hektisch das mit der Sprengladung versehene Exemplar sucht, berichtet der Inspektor auf Nachfrage, er habe die Box von Logans Sekretärin erhalten. Zu spät merkt Stanford, dass er in eine Falle gelockt worden ist, und scheint angesichts dieser Erkenntnis den Verstand zu verlieren.

## Produktion
Die Dreharbeiten der Episode Zigarren für den Chef von Anfang September bis zum 14. September 1971 bildeten den Produktionsabschluss der ersten Columbo-Staffel. Diese siebte produzierte Episode war ursprünglich im Drehplan nicht vorgesehen. Ursächlich für die Produktion dieser zusätzlichen Episode war der Dauerstreit zwischen Peter Falk und Universal Television. Zu Beginn der ersten Staffel traf Universal Television eine mündliche Vereinbarung mit Falk, die ihm zusicherte, neben seiner Tätigkeit als Hauptdarsteller zusätzlich die Regie für eine Episode zu übernehmen. Falks eigenwillige und zeitintensive Arbeitsweise erzeugte jedoch deutlich überzogene Drehzeiten und damit nicht kalkulierte Zusatzkosten. Das Verhältnis zwischen dem Produktionsunternehmen und Falk wurde zunehmend belastet. Da sich Universal Television wegen der angespannten Stimmungslage nicht an die Absprache hielt, versuchte Falk mithilfe des Anwalts Bert Fields, seine Forderung durchzusetzen, indem er seine Arbeit zeitweise verweigerte. Der Streit eskalierte während der Dreharbeiten zur dritten Folge Mord unter sechs Augen und der danach gedrehten Folge Schritte aus dem Schatten, als sich Falk mehrfach von den Filmsets entfernte. Das Studio leitete gerichtliche Maßnahmen ein und beurlaubte Falk mehrmals. Während sich die Verantwortlichen um den Studio-Präsidenten Lew Wasserman von den unter Vertrag stehenden Schauspielern grundsätzlich zu keinen Konzessionen drängen lassen wollten, bestand der Fernsehsender NBC auf einer zügigen Beilegung des Konfliktes. Schließlich stimmte Universal Television einem gesichtswahrenden Kompromiss zu: Falk sollte die Regie für die Episode Ein Denkmal für die Ewigkeit übernehmen und im Gegenzug noch für die Dreharbeiten einer bisher nicht eingeplanten siebten Folge (Zigarren für den Chef) zur Verfügung stehen. Falls die risikobehaftete Regiearbeit zu keinem befriedigenden Ergebnis geführt hätte, wäre das Studio auf diese Weise trotzdem ihren vertraglichen Verpflichtungen gegenüber dem Sender nachgekommen, sechs sendefähige Episoden abzuliefern.
Da sich die Produktion der Episode Zigarren für den Chef demnach erst inmitten der laufenden Produktion der ersten Staffel herausstellte, fehlte die gewohnte Vorbereitungszeit, worunter vor allem das allgemein als schwach empfundene Drehbuch litt. Die Episode wurde zwar erst nach den Dreharbeiten zum gesendeten Staffelfinale Ein Denkmal für die Ewigkeit produziert, jedoch als sechste und damit vorletzte Folge der ersten Staffel bei NBC ausgestrahlt. Als Drehort für das fiktive Stanford Chemicals diente das teilweise bis heute bestehende Gelände ⊙ eines Chemieunternehmens am Hawthorne Boulevard in Los Angeles. Die Szenen in der Luftseilbahn entstanden in der Palm Springs Aerial Tramway, die in der Nebensaison zeitweise für die Öffentlichkeit nicht zugänglich war und dem Filmteam somit an zwei Wochentagen zur Verfügung stand. Die Innenaufnahmen wurden wie üblich in den Kulissenbauten der Universal Studios produziert.
Als Anerkennung für seine Leistungen als Filmeditor in Mord mit der linken Hand und Schritte aus dem Schatten wurde Edward M. Abroms von Richard Levinson und William Link mit der Regie betraut. Der enge Zeitplan ließ jedoch vorab keine umfangreichen Feinjustierungen am Drehbuch von Jackson Gillis zu. Falk erklärte hingegen, er sei mit dem Ergebnis im Vergleich zu den anderen Folgen der ersten Staffel unzufrieden. In Zigarren für den Chef sind gleich drei Gaststars zu sehen, die in späteren Columbo-Episoden das Mordopfer spielen: Zum Ersten Ida Lupino in der Episode Schwanengesang, zum Zweiten Anne Francis in der Episode Zwei Leben an einem Faden und zum Dritten James Gregory in der Episode Wenn der Eismann kommt.
Einen Tag nach dem Ende der Dreharbeiten flog Falk am 15. September 1971 nach New York City, um für das von Neil Simon geschriebene Broadway-Stück The Prisoner of Second Avenue vorzusprechen, das einige Jahre später mit Jack Lemmon in der Hauptrolle verfilmt wurde. Noch am selben Abend strahlte NBC die erste Columbo-Folge Tödliche Trennung aus. Das Zuschauerinteresse war überwältigend, sodass Kritiker und Reporter den Schauspieler nach den Theateraufführungen weniger nach seinen Leistungen auf der Bühne als vielmehr nach seiner neu erlangten Popularität in der Fernsehreihe befragten.
Der englische Originaltitel bedeutet wörtlich übersetzt „kurze Zündschnur“ und bezieht sich vordergründig auf den Sprengsatz in der Zigarrenkiste. Die Redewendung „to have a short fuse“ meint aber auch „eine kurze Lunte haben“ oder „bei jemandem brennt leicht die Sicherung durch“, was auf die Schlussszene in der Luftseilbahn anspielt, in der Roger Stanford angesichts der vermeintlichen Bedrohung außer Fassung gerät.

## Besetzung und Synchronisation
Die deutschsprachige Synchronfassung entstand im Jahr 1973 bei der Lingua Film in München unter der Dialogregie und nach einem Dialogbuch von Gert Rabanus.
| Figur              | Darsteller     | Deutscher Sprecher |
| ------------------ | -------------- | ------------------ |
| Lieutenant Columbo | Peter Falk     | Klaus Schwarzkopf  |
| Gaststars          |                |                    |
| Roger Stanford     | Roddy McDowall | Tommi Piper        |
| Valerie Bishop     | Anne Francis   | Liane Hielscher    |
| David L. Buckner   | James Gregory  | Günther Sauer      |
| Doris Buckner      | Ida Lupino     | Carola Höhn        |
| Everett Logan      | William Windom | Robert Naegele     |
| Weitere Darsteller |                |                    |
| Sergeant           | Steve Gravers  | Franz Rudnick      |
| Quincy             | Lawrence Cook  | Christian Brückner |
| Nancy              | Rosalind Miles |                    |
| Farrell            | Lew Brown      | Klaus Guth         |
| Polizist           | Jason Wingreen | Ernst Schlott      |
| Ferguson           | Eddie Quillan  |                    |

## Rezeption
Die Fernsehzeitschrift TV Spielfilm vergab eine positive Wertung (Daumen hoch): „Bei diesem Krimi stimmt die Chemie.“
Der Autor Michael Striss wertete mit drei von vier Sternen (sehr empfehlenswert): „Dies ist eine ausgezeichnete Folge, die vor allem von ihrem grandiosen Finale lebt, in dem Columbo mit seiner unaufhörlichen Plapperei den Delinquenten zur Raserei treibt. Nicht unbeträchtlichen Anteil am Erfolg hat Roddy McDowell, der – obwohl damals erst 43-jährig – deutlich erkennen ließ, dass er sich zu diesem Zeitpunkt bereits über dreißig Jahre routiniert durchs Filmgeschäft schlug. Eine Schar weiterer bekannter Namen in den Nebenrollen vervollständigt den positiven Eindruck.“
Der Autor Mark Dawidziak äußerte sich differenzierter: „Obwohl Zigarren für den Chef nicht als letzte Episode der ersten Staffel ausgestrahlt wurde, war sie die Letzte, die gedreht wurde. Und sie ist die schwächste der sieben. […]. Die Schuld liegt jedoch nicht bei Abroms. Es war einfach keine Zeit, einen erstklassigen Krimi zu formen. […] Zigarren für den Chef wurde unter noch hektischeren Bedingungen gedreht als die anderen sechs. Es blieb wenig Zeit für das Schärfen und Glätten, das Levinson, Link und Bochco normalerweise mit einem Drehbuch machen. Infolgedessen ist Zigarren für den Chef (zunächst betitelt Formula for Murder) langatmig. Szenen enden abrupt und bringen das empfindliche Gleichgewicht durcheinander. Dennoch gibt es einige wundervolle Momente in der Episode. Die Regie von Abroms ist teilweise sehr raffiniert und einfallsreich. In Anlehnung an eine Technik, die auch im Abspann von Mystery Movie verwendet wird, fokussiert er in eine Szene hinein und wieder heraus: von verschwommen nach scharf, von scharf nach verschwommen. Obwohl es sich um keinen neuen Trick handelt, wertet er die Episode auf (genauso wie die fotografischen Effekte von Albert Whitlock), da McDowalls Figur als ein ebenso begeisterter Fotograf dargestellt wird. Und Abroms’ großartiges Seilbahnfinale erzeugt nervöse und klaustrophobische Spannung. Es ist ein denkwürdiger Abschluss für einen der weniger einprägsamen Columbo-Ausgaben. Zigarren für den Chef erhält durch die üblichen starken Leistungen von Windom (Burt Gordon in Mord nach Rezept) und McDowall dringend benötigte Impulse. Auch wenn McDowall Anfang vierzig war, könnte der Schauspieler immer noch als Mann in den Zwanzigern durchgehen. Er verleiht der Rolle eine ansteckende Begeisterung.“
Der Regisseur Edward M. Abroms war 1972 für einen Emmy in der Kategorie Outstanding Directorial Achievement in Drama – A Single Program of a Series with Continuing Characters and/or Theme nominiert.